# Jaime Roldós Aguilera
Jaime Roldós Aguilera (Guayaquil, Equador, 5 de novembre de 1940 – província de Loja, a prop de la frontera peruana, 24 de maig de 1981), fou un polític equatorià i president de l'Equador (10-08-1979 – 24-05-1981), el primer president constitucional després de la dictadura militar. És considerat un dels millors estadistes equatorians de finals del segle xx i durant el seu govern impulsà considerables reformes polítiques i socials, de cara a assegurar la democràcia. Morí en un accident d'aviació a prop de la frontera peruana el maig de 1981.

## Primers anys i carrera política
Pertanyia a una de les branques equatorianes de la família Roldós, família d'origen català arrelada a Vilassar de Mar (Maresme) des de feia segles. Era net del vilassarenc Jaume Roldós i Baleta (1861-1927) arribat al port de Guayaquil l'any 1875 i establert definitivament a l'Equador. Va ser alumne de l'escola Vicente Rocafuerte de Guayaquil i després estudià dret a la Universitat de Guayaquil. Roldós es va casar l'any 1962 amb Martha Rina Bucaram Ortiz, advocada amb qui va tenir tres fills: Martha, Diana i Santiago.
Roldós va ser diputat entre 1967 i 1970 i va formar part de la Comissió convocada per la dictadura militar entre 1978 i 1979 per reformar la constitució de 1945. En promulgar la constitució de 1978, es va proposar com a candidat a l'alcaldia de Guayaquil pel partit Concentración de Fuerzas Populares (CFP), mentre el seu oncle polític, Assad Bucaram, n'era candidat a la presidència de la república. Atès que les enquestes donaven una gran possibilitat de triomf de Bucaram, la dictadura va incloure en la llei electoral un article ad hoc en el qual es prohibia a Bucaram ser candidat a la presidència, igual que a José María Velasco Ibarra i Carlos Julio Arosemena Monroy. Davant d'això, es va optar per presentar Roldós com a candidat a la presidència de la república, amb el lema «Roldós presidente, Bucaram al poder».
En les eleccions, va guanyar la segona volta contra Sixto Durán Ballén, i va assumir el càrrec el 10 d'agost de 1979 en una cerimònia a la qual van assistir diversos dignataris mundials, entre ells el secretari d'Estat nord-americà Cyrus Vance (amb la primera dama Rosalynn Carter d'acompanyant) i el president del govern espanyol Adolfo Suárez. Roldós, així, es convertí en el primer president democràtic del país després de la dictadura de Guillermo Rodríguez Lara i de la Junta Militar que dominà els anys 1970.

## Presidència de la República
L'11 d'octubre de 1979, Roldós va signar un decret que reduïa la setmana laboral a 40 hores. L'1 de novembre de 1979 va publicar un altre decret que duplicava el salari mínim, fins als 4.000 sucres al mes (uns 160 dòlars de 1979, en dòlars americans). El 8 de març de 1980 va establir el Plan Nacional de Desarrollo. En l'obra física i social, Roldós va impulsar les vies de comunicació i va construir diversos ponts, com el de El Juncal, en el límit entre les províncies d'Imbabura i Carchi, i va promoure el programa «Desayuno Escolar», per als nens dels sectors més pobres.
Roldós i el seu govern van allunyar-se de les consignes de la Concentración de Fuerzas Populares i el seu líder, Assad Bucaram, fet que va provocar que el partit s'aliés amb la dreta per bloquejar l'acció de govern. El 15 d'abril de 1980 va establir un comitè de notables per cercar una solució per a la lluita pel poder al Congrés Nacional, presidit pel seu antic mentor Assad Bucaram. Finalment, la CFP es va dividir i Roldós, amb part del partit i el suport d'Izquierda Democrática, va aconseguir una majoria parlamentària estable.
Va considerar 1981 com l'«any dels avenços». A les acaballes de gener i principis de febrer de 1981, es van produir escaramusses frontereres amb el Perú, a la serralada del Còndor (l'anomenat conflicte de Paquisha) i es van produir enfrontaments a les regions de Paquisha, Mayaycu i Machinatza. Amb destresa i diplomàcia va deixar la disputa territorial a l'arbitratge per part de l'Organització dels Estats Americans.
L'èxit més important de Roldós va ser la seva política de suport als drets humans, en una època en què la majoria dels països llatinoamericans eren dictadures militars. El setembre de 1980, Roldós es va reunir amb els presidents elegits democràticament de la regió andina (Veneçuela, Colòmbia i el Perú), i va proposar la signatura d'una Carta de Conducta (Carta de Riobamba), en la qual es reafirmaven els principis de la justícia universal i els drets humans, la qual cosa significa la protecció dels drets humans com a principi més important que la no-intervenció. La seva posició en matèria de drets humans, coneguda com a «doctrina Roldós», el va dur a enfrontar-se amb altres líders llatinoamericans: en un moment en una cimera a Colòmbia, José Napoleón Duarte (dictador d'El Salvador, que va arribar al poder amb el cop d'estat que va iniciar la guerra civil, amb suport dels Estats Units) es burlava de Roldós pel fet de ser jove i inexpert; Roldós va respondre: «Pot ser que no tingui experiència, però el meu govern té el suport d'una muntanya de vots populars, mentre que el seu està posat en una muntanya de cadàvers».
Els conservadors nord-americans van qüestionar aquesta política per considerar que era una excusa per justificar la intervenció soviètica a la regió, especialment a Amèrica Central. Els Estats Units van condemnar la «doctrina Roldós», com també la del panameny Omar Torrijos, que va morir en un accident aeri uns mesos després. Després de les eleccions presidencials dels Estats Units de 1980 que van dur Ronald Reagan a la presidència, les relacions bilaterals amb els EUA es van tensar; Roldós va declinar assistir a la presa de possessió de Reagan el gener de 1981. Les seves iniciatives de política exterior també van atraure el govern sandinista de Nicaragua i el Frente Democrático a El Salvador, oposat al règim militar en aquell país.

## Mort
El diumenge 24 de maig de 1981, l'avió presidencial, un Beechcraft Super King Air, que transportava el president, la seva esposa i una comitiva seva cap a una cerimònia militar en honor dels caiguts en la curta guerra amb el Perú, es va estavellar al turó Huairapungo, a prop de la vila de Guachanamá, a la província de Loja. L'accident, a 2360 metres sobre el nivell del mar, no va deixar supervivents: va morir la primera dama Martha Bucaram, el ministre de defensa, Marco Subía Martinez i la seva dona, dos ajudants i els dos pilots. Segons els informes, els cossos van quedar calcinats i en resultà impossible el reconeixement.
Poques hores abans, abans de pujar a l'avió presidencial, Roldós havia pronunciat el seu últim discurs durant la cerimònia en honor dels caiguts a l'Estadi Olímpic Atahualpa de Quito, on va rebre algunes esbroncades del públic, a causa de mesures econòmiques que havia pres la setmana anterior:
| «              | (castellà) Ecuatorianos, fuimos serios y honestos. Seguimos siendo serios y honestos en todos y cada uno de nuestros planteamientos. Que no sean las palabras sino las obras, las que den el testimonio de nuestras intenciones. Es hora del trabajo, el esfuerzo y la solidaridad, no de los paros, huelgas, amenazas, incomprensión o rumores. Probemos el amor de la Patria cumpliendo cada quien con nuestro deber. Nuestra gran pasión es y debe ser el Ecuador. Nuestra gran pasión, oídme; es y debe ser el Ecuador. Este Ecuador que no lo queremos enredado en lo intrascendente, sino en lo valeroso, luchador, infatigable, forjando un destino de grandeza. El Ecuador heroico que triunfó en Pichincha, el Ecuador de los valerosos de hoy, heroicos luchadores de Paquisha, Machinaza y Mayaicu, inmolados en estas legendarias trincheras. El Ecuador heroico de la Cordillera del Cóndor. El Ecuador eterno y unido en la defensa de su heredad territorial. El Ecuador democrático, capaz de dar lecciones históricas de humanismo, trabajo y libertad. Este Ecuador Amazónico, desde siempre y hasta siempre. ¡Viva la Patria! | (català) Equatorians, vam ser seriosos i honestos. Continuem essent seriosos i honestos en tots i cadascun dels nostres plantejaments. Que no siguin les paraules sinó les obres, les que donin el testimoniatge de les nostres intencions. És hora de la feina, l'esforç i la solidaritat, no de les aturades, vagues, amenaces, incomprensió o rumors. Provem l'amor de la Pàtria complint cadascú amb el nostre deure. La nostra gran passió és i ha de ser l'Equador. La nostra gran passió, sentiu-me; és i ha de ser l'Equador. Aquest Equador que no el volem embolicat en allò intranscendent, sinó en allò que és valerós, lluitador, infatigable, forjant un destí de grandesa. L'Equador heroic que va triomfar a Pichincha, l'Equador dels valerosos d'avui, heroics lluitadors de Paquisha, Machinaza i Mayaicu, immolats en aquestes llegendàries trinxeres. L'Equador heroic de la Serralada del Còndor. L'Equador etern i unit en la defensa de la seva herència territorial. L'Equador democràtic, capaç de donar lliçons històriques d'humanisme, treball i llibertat. Aquest Equador Amazònic, des de sempre i per sempre. Visca la Pàtria! | » |
| — Jaime Roldós | | |   |

Tot just confirmada la mort de Roldós, va assumir el poder, mitjançant decret executiu, el seu vicepresident, Osvaldo Hurtado Larrea. A la capital va tenir lloc un funeral d'Estat, al Palau de Carondelet i en la catedral metropolitana. Van assistir com a convidats especials alguns presidents llatinoamericans, com Rodrigo Carazo Odio de Costa Rica, Arístides Royo Sánchez de Panamà, Luis Herrera Campins de Veneçuela, Fernando Belaúnde Terry del Perú i Julio César Turbay Ayala de Colòmbia. Després de les cerimònies a Quito, les restes del president i la seva esposa van ser transportats a Guayaquil, on va tenir lloc una missa de rèquiem a la catedral i van ser enterrats al cementiri general de la ciutat.

### Investigació de les causes i irregularitats
La polèmica sobre la causa de l'accident es va iniciar immediatament, quan la Junta Investigadora de Accidentes (JIA) de la Força Aèria Equatoriana va atribuir el sinistre a un error de navegació del pilot. La versió oficial acceptada pel govern de l'Equador és la d'un accident d'aviació, però la família i sectors de l'esquerra sostenen la teoria que va ser un atemptat executat per Estats Units o l'Argentina. Per als fills de la parella presidencial, Martha i Santiago Roldós, les circumstàncies i les causes del sinistre no han estat definitivament aclarides.

#### Comissió Arosemena (1a investigació)
Una comissió parlamentària formada mesos després, dirigida pel llavors diputat i expresident Otto Arosemena, després de la pressió de les famílies de les víctimes i dels grups polítics aliats amb el president, va trobar contradiccions i incoherències en l'informe de la JIA, però no va poder arribar a conclusions definitives, especialment perquè l'aeronau no tenia equip de caixa negra. Un equip de la policia de Zuric també va realitzar una investigació i va concloure que els motors de l'avió es van apagar quan l'avió es va estavellar contra la muntanya. Aquesta opinió, que contradeia l'informe de la Força Aèria, no va ser investigada amb més detall pel govern equatorià.

#### Comissió Granda (2a investigació)
El 1990 es va iniciar una segona investigació parlamentària, liderada pel diputat socialista Victor Granda, per revisar les troballes de la comissió Arosemena i les investigacions militars. L'informe final de 26 volums, publicat l'agost de 1992, va trobar diverses incoherències i forats en les troballes inicials, però no va establir cap conclusió definitiva. Va criticar la comissió Arosemena per la seva manca d'investigació addicional sobre les troballes de la policia de Zuric. Granda també va interpel·lar l'expresident Osvaldo Hurtado (que havia succeït Roldós) per la seva incapacitat de qüestionar o plantejar els errors dels protocols de seguretat de vol de la Força Aèria Equatoriana que van provocar l'accident. Concretament, la comissió Granda va comprovar que en el procés de contractació del King Air comprat per la Força Aèria, diversos oficials d'alt rang de la Força Aèria van declarar que l'equip de la caixa negra no es va adquirir amb l'avió perquè es considerava «opcional» (quan n'hauria d'haver dut un, ja que funcionava com a transport presidencial). Segons la investigació, es va trobar que les dues pàgines addicionals de l'expedient d'adquisició, les que disposaven de la llista d'equips opcionals, no van ser publicades per cap oficial; la comissió, doncs, va demanar a la Força Aèria que exigís una certificació de Beechcraft per aclarir si efectivament s'havia adquirit l'equip. La Força Aèria va comunicar la resposta de Beechcraft: que no posseïa cap coneixement ni registre de venda o no d'una caixa negra. Segons Granda, aquest és un element de dubte, ja que un equip de caixa negra «podria haver existit».

### Altres hipòtesis sobre l'accident

#### Implicació dels Estats Units
L'autor i activista nord-americà John Perkins, al seu llibre Confessions of an Economic Hit Man, afirma que Roldós va ser assassinat amb implicació de la CIA perquè el seu pla de reorganitzar el sector dels hidrocarburs hauria amenaçat els interessos dels Estats Units. Les relacions econòmiques es van veure amenaçades pel pla de Roldos per a una nova llei sobre hidrocarburs que no afavoria les empreses nord-americanes; aquestes suposadament feien una campanya de pressió i relacions públiques contra el govern de Roldós entre diversos polítics equatorians i estatunidencs, així com amb la classe religiosa, fins al punt que Roldós va acusar (sense proves creïbles) diversos missioners del SIL International de conspirar amb les petrolieres, abans d'expulsar-los del país. Poc després d'enviar el seu paquet legislatiu sobre la reforma del sector del petroli, a principis de 1981, Roldós va advertir els actors estrangers que, si no contribuïen al progrés del poble equatorià, haurien d'abandonar el país. A més, l'administració Reagan va considerar que el pacte sobre els drets humans (la Carta de Riobamba), aconseguit amb Colòmbia i el Perú, era un pas cap la influència de la Unió Soviètica.
Pocs mesos després de morir Roldós, un altre líder llatinoamericà que havia estat contrari als interessos nord-americans sobre el control del canal de Panamà, Omar Torrijos, va morir en el que suposadament va ser només un accident aeri, però que alguns també consideren un assassinat per part de la CIA. Val la pena assenyalar que Roldós va aplaudir Jimmy Carter pel que fa a la seva posició respecte a la devolució del canal de Panamà després dels tractats Torrijos-Carter.
Niall Ferguson, un historiador conegut per les seves controvertides opinions conservadores, ha qualificat les acusacions de Perkins com a poc plausibles. Ferguson destaca que la implicació econòmica dels Estats Units a l'Equador era mínima (menys d'un 0,5% de l'ajuda exterior es dirigia a l'Equador, i l'Equador va comprar menys d'un 0,5% de les exportacions estatunidenques) i insuficient per motivar accions tan dràstiques com l'assassinat d'un cap d'Estat.

#### Operació Còndor
El documental La muerte de Jaime Roldós, estrenat el 2013, investiga la mort de Roldós mitjançant entrevistes, arxius i investigacions documentals. Va ser dirigit per Manolo Sarmiento, molt proper a la família Roldós. Segons la pel·lícula, l'exèrcit equatorià tenia una gran simpatia, si no estava directament implicat, amb l'Operació Còndor, l'aparell repressiu regional creat per les dictadures militars dels països del Con Sud (Argentina, Bolívia, Brasil, Xile, Paraguai i Uruguai). En conseqüència, i segons Richelieu Levoyer; que va passar a ser comandant en cap de l'exèrcit equatorià en el moment de l'accident, argentins i xilens es van implicar en la conspiració per acabar amb el govern de Roldós, ja que el consideraven simpatitzant de les causes d'esquerres.

### Últimes investigacions
Gairebé immediatament després de l'estrena del documental La muerte de Jaime Roldós, el fiscal general Galo Chiriboga va anunciar la seva decisió de reobrir la investigació. L'abril de 2015, va anunciar a l'Assemblea Nacional que, basat en un suposat document de la CIA desclassificat el 2014, l'Equador s'havia unit a l'Operació Còndor a mitjan gener de 1978. Segons aquest document, la participació s'hauria produït a través dels serveis d'intel·ligència de les forces armades; per a aquest efecte, es diu (i també consta al documental) que «un general argentí hauria visitat Quito i hauria instal·lat, al Ministeri de Defensa, un sistema de telecomunicacions» (anomenat Condortel). L'Armada era l'encarregada de les telecomunicacions, mentre que la força aèria s'encarregava de la guerra psicològica. A més, hauria hagut una oferta d'Augusto Pinochet per formar personal equatorià a l'Escola d'Intel·ligència Militar de Santiago.
El maig del 2016, en el 35è aniversari de l'accident, el fiscal general Chiriboga va anunciar el descobriment de diversos documents, proves audiovisuals i materials que es van fer servir en la primera investigació oficial, en un dipòsit de la Força Aèria Equatoriana. Entre les proves, hi havia algunes restes petites de l'avió. Chiriboga va anunciar que algunes d'aquestes proves serien enviades al Brasil per a una anàlisi més detallada i que emprendria una investigació posterior, entre instal·lacions militars, per buscar més restes de l'aeronau. La família Roldós va demanar que se'ls informés sobre la nova investigació. Chiriboga va dir que en aquest descobriment la col·laboració de les Forces Armades havia estat «freda», però que ara hi havia «una millor disposició». L'exministre de Defensa, Fernando Cordero, havia declarat el 2015 que, malgrat haver estat desclassificada la documentació el 2013, s'havien incinerat diversos expedients i s'havien perdut altres documents, fet que la seva institució investigaria. Cordero va afegir que les sol·licituds d'informació anteriors del fiscal general havien estat obstruïdes per registres d'investigació desapareguts o desorganitzats.